# EPH
EPH eller officielt Energetický a průmyslový holding, a.s. er en tjekkisk energikoncern med hovedkvarter i Prag. Virksomheden producerer, distribuerer og sælger elektricitet og naturgas. Daniel Křetínský ejer 94 % af selskabet, der blev etableret i 2009. EPH har ca. 11.000 ansatte fordelt på 50 datterselskaber.